# Kore Kara da! / Ashita Tenki ni Naare
Kore Kara da! / Ashita Tenki ni Naare (これからだ！/明日テンキになあれ Empieza Desde Ahora! / Mañana Será un Hermoso día?) es el quinto sencillo de Kobushi Factory. Fue lanzado el 28 de marzo de 2018 en 5 ediciones: 2 regulares y 3 limitadas, la primera edición de las ediciones regulares incluyó una tarjeta coleccionable aleatoria de 6 tipos dependiendo de la versión (12 en total), la edición SP incluía una tarjeta con el número de serie de la lotería de eventos, además de ser el primer sencillo de Kobushi Factory, en no incluir a Rio Fujii, Rena Ogawa y Natsumi Taguchi.

## Lista de Canciones

### CD
1. Kore Kara da!
2. Ashita Tenki ni Naare
3. Kore Kara da! (Instrumental)
4. Ashita Tenki ni Naare (Instrumental)

### Edición Limitada A DVD
1. Kore Kara da! (Music Video)

### Edición Limitada B DVD
1. Ashita Tenki ni Naare (Music Video)

### Edición Limitada SP DVD
1. Kore Kara da! (Front Shot Ver.)
2. Ashita Tenki ni Naare (Front Shot Ver.)

### Event V
1. Kore Kara da! (Close-up Ver.)
2. Ashita Tenki ni Naare (Close-up Ver.)

## Miembros presentes
- Ayaka Hirose
- Minami Nomura
- Ayano Hamaura
- Sakurako Wada
- Rei Inoue

## Proyecto de apoyo
El 16 de abril de 2018, el inicio del "Kore Kara da! Ashita wo Tenki ni" Ouen Project (「これからだ！明日をテンキに」応援プロジェクト "Empieza Desde Ahora! con un buen clima mañana" Proyecto de apoyo?) para celebrar el lanzamiento del sencillo, se anunció y se abrió un sitio especial.
Una campaña actual limitada a Japón estará abierta hasta el 6 de mayo de 2018:
1. Los fanáticos debían seguir la cuenta oficial de Twitter de Kobushi Factory, @kobushifac_uf
2. Tuitear lo que piensan de la historia en los videos de la campaña publicados en el sitio con el hashtag "#こぶし綺羅星テンキになあれ" (Kobushi Kiraboshi Tenki ni Naare)

Luego, el personal seleccionará a 20 personas para ganar un llavero "Ashita e Habatake! Kiraboshi" (明日へ羽ばたけ！綺羅星; Volando hacia el mañana! Estrellas brillantes).

## Posiciones de Oricon

#### Clasificación diaria y semanal
| Lun | Mar      | Mier | Jue | Vie | Sab | Dom | Puestos semanales | Ventas |
| --- | -------- | ---- | --- | --- | --- | --- | ----------------- | ------ |
| -   | 2 23,419 | 4    | 6   | 23  | 10  | 8   | 3                 | 29,947 |
| 49  | -        | 11   | -   | -   | -   | -   | 38                | 944    |
| -   | 22       | -    | -   | -   | -   | -   | 70                | 437    |
| -   | -        | -    | -   | -   | -   | -   | 64                | 520    |
| -   | -        | -    | -   | -   | -   | -   | 138               | 302    |
| -   | -        | 16   | -   | -   | -   | -   | 101               | 447    |

#### Clasificación Mensual
| Año  | Mes   | Puesto mensual | Ventas |
| ---- | ----- | -------------- | ------ |
| 2018 | Marzo | 18             | 30,891 |

#### Clasificación Anual
| Año  | Puesto anual | Ventas |
| ---- | ------------ | ------ |
| 2018 | 169          | 32,597 |

Total de ventas reportadas: 32,597